# Copa de Ganadores de Copa de la OFC
La Copa de Ganadores de Copa de la OFC fue una competición de fútbol oceánica que se disputó solamente una vez en 1987. 
Fue fundada el mismo año que el Campeonato de Clubes de Oceanía, dicha competición integraba a los campeones de la liga y este torneo a los de las copas. Sin embargo, los diversos conflictos que surgieron con respecto a los dos torneos provocó que la Copa de Ganadores de Copa se extinguiera y que el Campeonato de Clubes se volviera a jugar nuevamente en 1999.

## Historia
En 1986 la Confederación de Fútbol de Oceanía planificó dos competiciones de fútbol para que los clubes de los países miembros comenzaran a tener mayor rodaje y expandir el fútbol por el continente. Se planearon dos torneos, uno constaba en agrupar a los campeones de cada país (Campeonato de Clubes de Oceanía) y la otra, en juntar a los campeones de las respectivas copas. Aunque la idea de los campeones de liga tuvo éxito y permitió proseguir hacia lo que es hoy la Liga de Campeones de la OFC, la competencia que reunía los equipos que conquistaban las copas se dificultó. La primera edición se jugó en 1987 y agrupó al Sydney City (campeón de la NSL Cup australiana) y el North Shore United (ganador de la Copa Chatham neozelandesa). El plantel australiano se llevó el título tras vencer 2-0 a su rival neozelandés. Sin embargo, la baja asistencia que tuvo el estadio en ese partido dio pauta del poco interés de la población por la competencia, por lo que finalmente no se jugó ningún otro torneo y terminó desapareciendo.

## Palmarés
| Temporada     | Campeón               | Marcador | Subcampeón                       | Sede                   |
| ------------- | --------------------- | -------- | -------------------------------- | ---------------------- |
| 1987 Detalles | Sydney City Australia | 2 - 0    | North Shore United Nueva Zelanda | Auckland Nueva Zelanda |